# 이야기 (소프트웨어)
이야기(Iyagi)는 대한민국의 경북대학교 하늘소 동호회 및 이후의 큰사람 컴퓨터에서 만든 컴퓨터 단말 에뮬레이터이다.
1980년대 초반, 대한민국에서 컴퓨터 통신의 대중화 물결이 일던 시절에 대부분의 컴퓨터 통신용 단말 프로그램이 한글을 제대로 지원하지 못하거나 또는 지원하더라도 가독성이 매우 떨어지는 것을 사용하였기에 굵은체와 같은 미려한 글꼴을 채용한 이야기는 많은 사용자 층을 확보하게 되었고, 1993년에는 큰사람 컴퓨터사를 설립하여 상업용 소프트웨어로 더욱 기능이 보강되어, 2000년 초반까지 널리 사용되었지만, 그 후에 인터넷이 대중화 되고 새롬 데이터맨등의 에뮬레이터들과 경쟁 하면서 서서히 자취를 감추었다.
가장 많은 사용자를 확보했던 프로그램은 상업용으로 판올림되기 직전인 이야기 5.3이며 도스용으로 개발되었다.

## 이야기와 한국어
이야기라는 프로그램의 이름에서부터 순 우리말을 사용한 이 프로그램은 당시 외래어 일색이던 대한민국의 컴퓨터용어를 한국어로 바꾸어 표현하는 데 큰 영향을 주었다. '한글날'을 국경일로 하자는 구호를 프로그램의 첫머리에 넣어둔다거나, 화면상의 내용을 저장하는 것을 가리키는 갈무리 등 수많은 전문용어를 한국어로 표현하고 또 알려지게 했다. '하늘소'와 '큰사람'과 '이야기' 역시 순우리말이다.

## 역사
- 1988년 - 경북대학교 학생 동아리 하늘소팀 도스용 PC 통신 에뮬레이터 공동 개발.
- 1989년 12월 - 이야기 1.0 발표. (공개 소프트웨어)[3]
- 1993년 - 큰사람정보통신 설립, 이야기 6.0 발표. (상업용 소프트웨어)
- 1996년 - 윈도용 이야기 7.3 판올림.
- 1997년 10월 - 이야기 97 출시. 이야기 일본어판 개발.
- 1999년 12월 - 인터넷 이야기 2000 발표.
- 2001년 4월 - 이야기 멀티 8.5 공개소프트웨어로 발표.

## 같이 보기
- 컴토크
- 인토크

## 참조
1. ↑  오원석 (2015년 9월 24일). “PC통신 ‘이야기’에서 ‘큰사람컴퓨터’까지, #하늘소”. 블로터. 2018년 3월 11일에 원본 문서에서 보존된 문서. 2018년 3월 11일에 확인함.
2. ↑  컴퓨터 통신 - 넓은 의미로 쓰이는 컴퓨터 통신이 아닌, 피씨통신을 의미한다.
3. ↑  강수연 (2009년 4월 2일). “벤처에도 철학이 필요하다…윤석구 큰사람컴퓨터 사장”. 아이뉴스24. 2018년 3월 11일에 확인함.